# Urmince
Urmince (allemand : Uerminz, hongrois : Nyitraörmény) est un village de Slovaquie situé dans la région de Nitra.

## Histoire
Première mention écrite du village en 1291.

## Démographie

### Évolution de la population
| Année:               | 1994. | 2004.   | 2014.   | 2024.   |
| -------------------- | ----- | ------- | ------- | ------- |
| Nombre de personnes: | 1370  | 1389    | 1414    | 1381    |
| Différence:          |       | +1,38 % | +1,79 % | -2,33 % |

| Année:               | 2023. | 2024.   |
| -------------------- | ----- | ------- |
| Nombre de personnes: | 1401  | 1381    |
| Différence:          |       | -1,42 % |